# Rusłana Korszunowa
Rusłana Korszunowa (ur. 2 lipca 1987 w Czukotka zm. 28 czerwca 2008 w Nowym Jorku) – kazachska modelka narodowości rosyjskiej.
Została odkryta w 2003 przez światową agencję modelek Models 1. Prezentowała kreacje Marca Jacobsa i Niny Ricci na najbardziej prestiżowych wybiegach świata. Uznana przez magazyn „Vogue” za jedną z najpiękniejszych modelek europejskich.
28 czerwca 2008 zmarła po upadku z dziewiątego piętra swojego apartamentu na Manhattanie. Powodem samobójstwa była prawdopodobnie jej choroba. Cierpiała na depresję i walczyła z załamaniem nerwowym. Sekcja zwłok wykazała, że zażywała silne środki antydepresyjne. Historia jej śmierci została opisana w książce Petera Pomerantseva „Jądro Dziwności”.
Została pochowana na Cmentarzu Chowańskim w Moskwie.